# Fédération nationale des sourds de France
 (août 2017).
Pour les articles homonymes, voir FNSF.
La Fédération Nationale des Sourds de France (FNSF), reconnue d'utilité publique depuis le 24 septembre 1982, représente les personnes et les associations sourdes françaises. Fondée en 1897 à l’origine d’un mouvement associatif, elle s’inscrit dans la lutte pour la valorisation de la langue des signes. Sa création a été officialisée le 8 septembre 1966 avec une nouvelle structure et un nouveau titre.
En 2016, elle regroupe plus de 80 associations et plus de 5 000 membres, avec un même objectif : valoriser la langue des signes dans tous les domaines tels que la santé, l’éducation, le droit, le patrimoine, la culture ou l'emploi. La Fédération nationale des sourds de France et ses associations sont toujours dans le combat pour que la Langue des Signes Française soit reconnue dans la Constitution Française. En effet, elle est reconnue uniquement dans le Code de l'Education, insérée par l'article 75 de la loi dite "égalité des chances des personnes handicapées" du 11 février 2005.

## Origine
Le 30 novembre 1834, le premier banquet Silencieux a été organisé par Ferdinand Berthier et Alfred Bocquin qui sont eux-mêmes sourds, à l’occasion du 122e anniversaire de la naissance de l’Abbé de l’Épée. Cette tradition continue d’être honorée dans presque tous les pays d’Europe et aux États-Unis.
À cette époque, de nombreuses associations, notamment régionales, se créent. On notera un comité de défense des sourds-muets, une société centrale, une société d’assistance, une société centrale d’éducation et d’assistance, une société universelle et bien d’autres.
La culture des sourds commence à se répandre. Le monde associatif des sourds s’organise mais les difficultés financières rencontrées bouleversent souvent ces associations encore fragiles et créent des conflits qui provoquent un enchaînement de créations et de disparitions d’associations.
Malgré la décision du congrès de Milan (1880) de ne pas utiliser la Langue des Signes dans les écoles, les sourds continuent à se regrouper. La Langue des Signes se transmet d’une génération à l’autre grâce aux jeunes sourds qui sont principalement en internat et qui continuent à s’exprimer en signes en se cachant du regard des entendants par peur de la punition.
Au fil des ans, les adultes sourds tentent de créer une fédération mais sans succès jusqu’en 1893 où le mouvement commence.

## Histoire
Le premier regroupement des associations de sourds en France a eu lieu en 1893.
Le 31 décembre 1897, la Fédération des Sociétés françaises des Sourds-muets a été déclarée auprès du ministère de l’Intérieur, elle a été remaniée en 1933 sous la présidence d'Eugène Rubens-Alcais.
En 1937, La Fédération avait 265 sociétés adhérentes, représentants plus de 8500 membres.
Après la seconde guerre mondiale, en 1949, la fédération continue, malgré de la création d'une autre organisme : Union Nationale des Amicales d'Anciens Élèves des Instituts de Sourds de France.
Avec l'arrivée d'une nouvelle rivalité de cette Fédération, le Comité National de Coordination des Sociétés Silencieuses de France et d'Outre-Mer en 1955. Mais en 1959, une insuffisance d'Union et de Coordination chez la Fédération des Sociétés Française de Sourds-Muets, elle disparaît.
Le Comité National de Coordination modifie ses Statuts et devient "Fédération Nationale des Associations de Sourds de France" en 1963. Cette idée d’une fédération unique et plus représentative ne fut pas abandonnée pour autant.
En 1964, une table ronde réunit, le 28 et 29 octobre à l’INJS de Paris, les représentants de l’Union des Amicales, ceux de la Fédération Nationale des Associations de Sourds de France et la Fédération Sportive des Sourds de France pour étudier les modalités d’une fédération unique. Elle fut suivie d’autres réunions en février et novembre 1965, ainsi qu’en janvier 1966.
Un accord fut conclu et l’on se mit d’accord sur une Confédération Nationale des Sourds de France (CNSF). Un bureau provisoire fut composé. Le 8 septembre de la même année, les statuts de cette confédération furent acceptés et les démarches furent faites pour leur dépôt à la Préfecture de Police de Paris (10 octobre) sous le No 66-1303 et la Déclaration au Journal Officiel (26 octobre 1966).
Cette Confédération regroupait alors : – la Fédération Nationale des Associations de Sourds de France – l’Union Nationale des Amicales des Institutions des Sourds de France – la Fédération Sportive des Sourds de France.

### Confédération nationale des sourds de France
En 1966, la Fédération Nationale des Associations de Sourds de France (FNASF), l’Union Nationale des Amicales des Institutions des Sourds de France et la Fédération Sportive des Sourds de France ont créé ensemble la Confédération nationale des sourds de France et Pierre Bernhard, à cette époque président de la Fédération Sportive des Sourds de France, est le premier président.
En 1970, la Fédération Sportive des Sourds de France se retire du Comité National pour des raisons de relations avec son ministère de tutelle (Jeunesse et Sports), alors que le Comité National était sous celle du ministère des Affaires Sociales.
La CNSF avait l’honneur d’organiser, à Paris en août, le 6e Congrès de la Fédération Mondiale des Sourds en 1971. Ce fut alors le point de départ pour des activités nationales plus étendues.
En 1972, la Fédération Nationale des Associations de Sourds de France et l’Union Nationale des Amicales des Institutions des Sourds de France decident leur dissolution pour renforcer la confédération.
En 1972, l'Union Nationale des Amicales et la Fédération Nationale des Associations de Sourds décidaient leur dissolution pour ne former qu’un seul groupe à la CNSF.
Les membres de l’UNESCO, branche de l’ONU, constatèrent que les sourds français manquaient d’une instance culturelle. La CNSF a obtenu l’agrément du Ministère de la Jeunesse et des Sports comme Fédération d’Éducation Populaire en 1976.
Par décret du 24 septembre 1982, la CNSF obtient l’agrément d’association reconnue d’utilité publique.
Le Secrétariat régional de la Communauté Européenne de la Fédération Mondiale des Sourds, dite aujourd’hui European Union Deaf (EUD), est créé. La Confédération Nationale des Sourds-Muets de France y est affiliée depuis 1985.
En 1987, la CNSF devient la Fédération Nationale des Sourds de France telle que nous la connaissons aujourd’hui. Elle se bat pour l’amélioration de l’éducation (enseignement supérieur), la reconnaissance de la Langue des Signes, le développement de l’interprétariat, des sous-titrages, de la culture (art, théâtre, etc.)

### Présidents
- 1966 à 1969 : Pierre Bernhard
- 1969 à 1971 : Max Breton
- 1971 à 1972 : Jean De Ferrière
- 1972 à 1976 : Georges Charbon
- 1976 à 1981 : Rose-Marie Raynaud
- 1981 à 1986 : Jean De Ferrière
- 1986 à 1993 : Rose-Marie Raynaud
- 1993 à 1997 : Arlette Morel
- 1997 à 1998 : Pierre Adeline
- 1998 à 2000 : Jacques Sangla
- 2000 à 2004 : Adrien Pelletier
- 2004 à 2006 : Patrick Fourastie
- 2006 à 2013 : Philippe Boyer
- 2013 à 2022 : Vincent Cottineau
- Depuis 2022 : Quentin Pelé

## Organisation interne
La Fédération Nationale des Sourds de France réunit plus de 60 bénévoles. A part le Conseil National, elle est composée de groupe de travail, comité,  délégués, et de :
- Secteurs : • Seniors Sourds de France • Jeunes Sourds de France • Étudiants Sourds de France • Journée Mondiale des Sourds
- Commissions : • Accessibilité Numérique • Culture • Discrimination • Education • Femmes • Formation - Emploi • Justice • Santé • Sport

## Congrès nationaux
La Fédération Nationale des Sourds, suivant les Statuts, organise un Congrès National au minimum tous les deux ans, avec le thème suivant :
| Année | Lieu      | Thème                                                                             |
| ----- | --------- | --------------------------------------------------------------------------------- |
| 2008  | Nice      | Place de la communauté sourde dans le choix éducatif des parents d’enfants sourds |
| 2009  | Limoges   | Conseil Supérieur de la Langue des Signes Française                               |
| 2010  | Lyon      | Audisme ?                                                                         |
| 2011  | Angers    | Quel avenir pour la communauté des Sourds en France ?                             |
| 2012  | Paris     | Quel patrimoine transmettre aux jeunes Sourds ?                                   |
| 2013  | Marseille | Le Militantisme Sourd. Où en est-il ?                                             |
| 2016  | Paris     | Inclusion Professionnelle et de la Diversité - Sourds et Entendants au Travail    |
| 2018  | Éragny    | Education des Jeunes Sourds : vers une inclusion réussie !                        |